# Eurocopa Sub-21 de 1996
La Eurocopa sub-21 de 1996 tuvo 44 participantes en su clasificación y está duró 2 años. Después de los cuartos de final, el torneo final se celebró en España contando con 4 partidos en esta sede. Italia fue campeón por tercera vez consecutiva. 

## Formato
Más de 13 Países participaron por primera vez en la clasificación, principalmente a causa de la caída del Gobierno socialista en Europa a inicios de la década de los 90'.
Por primera vez participaron países de la ex-Unión Soviética como Armenia, Azerbaiyán, Bielorrusia, Estonia, Georgia, Letonia, Lituania, Moldavia y Ucrania.
Yugoslavia continuó suspendida en esta edición, sin embargo, otros países independizados de Yugoslavia como Croacia, Eslovenia y Macedonia si compitieron en la clasificación.
Está vez Checoslovaquia participó de forma separada en 2 países: República Checa y Eslovaquia.
En la clasificación, los 44 equipos se dividieron en 8 grupos de alrededor de 5 a 6 equipos, curiosamente los grupos eran idénticos a los de la Clasificación para la Eurocopa 1996. Luego de eso los 8 ganadores de cada grupo se enfrentaban entre sí en ida y vuelta, finalmente de los 4 participantes uno de ellos es elegido como sede para albergar los demás partidos, los 5 mejores en el torneo clasifican a Los Juegos Olímpicos de Atlanta 1996.

## Clasificación

### Clasificados
| Selección       | Vía de clasificación |
| --------------- | -------------------- |
| Hungría         | Ganador del Grupo 3  |
| España          | Ganador del Grupo 2  |
| Italia          | Ganador del Grupo 4  |
| República Checa | Ganador del Grupo 5  |
| Francia         | Ganador del Grupo 1  |
| Escocia         | Ganador del Grupo 8  |
| Alemania        | Ganador del Grupo 7  |
| Portugal        | Ganador del Grupo 6  |

## Torneo Final

### Cuartos de final
| Equipo 1 | Agr. | Equipo 2        | Ida | Vuelta |
| -------- | ---- | --------------- | --- | ------ |
| Hungría  | 3–4  | Escocia         | 2–1 | 1–3    |
| Alemania | 1–4  | Francia         | 0–0 | 1–4    |
| Portugal | 1–2  | Italia          | 1–0 | 0–2    |
| España   | 4–2  | República Checa | 2–1 | 2–1    |

| 12-3-1996 | Hungría                    | 2–1     | Escocia   | Üllői út, Budapest                                         |                                                            |
|           | Szanyó 14' · Zavadszky 79' | Reporte | Glass 34' | Asistencia: 15,000 espectadores Árbitro(s): Ryszard Wójcik | Asistencia: 15,000 espectadores Árbitro(s): Ryszard Wójcik |

| 26-3-1996 | Escocia                                  | 3–1     | Hungría     | Easter Road, Edinburgh                                   |                                                          |
|           | Dailly 42' · Hamilton 84' · Donnelly 86' | Reporte | Egressy 30' | Asistencia: 9,143 espectadores Árbitro(s): Rune Pedersen | Asistencia: 9,143 espectadores Árbitro(s): Rune Pedersen |

| 13-3-1996 | Alemania | 0–0     | Francia | Stadion an der Bremer Brücke, Osnabrück                   |                                                           |
|           |          | Reporte |         | Asistencia: 20,000 espectadores Árbitro(s): Rune Pedersen | Asistencia: 20,000 espectadores Árbitro(s): Rune Pedersen |

| 26-3-1996 | Francia                         | 4–1     | Alemania             | Stade Saint-Symphorien, Metz                                   |                                                                |
|           | Pires 28' 32' · Maurice 41' 70' | Reporte | Nerlinger 76' (pen.) | Asistencia: 24,077 espectadores Árbitro(s): Pierluigi Pairetto | Asistencia: 24,077 espectadores Árbitro(s): Pierluigi Pairetto |

| 13-3-1996 | Portugal     | 1–0     | Italia | Estádio da Luz, Lisboa                                  |                                                         |
|           | Porfírio 18' | Reporte |        | Asistencia: 29,774 espectadores Árbitro(s): Markus Merk | Asistencia: 29,774 espectadores Árbitro(s): Markus Merk |

| 27-3-1996 | Italia                       | 2–0     | Portugal | La Favorita, Palermo                                      |                                                           |
|           | Vieri 41' · Peixe 55' (a.g.) | Reporte |          | Asistencia: 16,543 espectadores Árbitro(s): David Elleray | Asistencia: 16,543 espectadores Árbitro(s): David Elleray |

| 13-3-1996 | España                 | 2–1     | República Checa | Estadio Nuevo Los Cármenes, Granada                       |                                                           |
|           | Dani 28' · Roberto 41' | Reporte | Šmicer 50'      | Asistencia: 17,000 espectadores Árbitro(s): Michel Piraux | Asistencia: 17,000 espectadores Árbitro(s): Michel Piraux |

| 27-3-1996 | República Checa | 1–2     | España       | Velký strahovský stadion, Prague                       |                                                        |
|           | Vágner 54'      | Reporte | Raúl 71' 89' | Asistencia: 12,092 espectadores Árbitro(s): Alain Sars | Asistencia: 12,092 espectadores Árbitro(s): Alain Sars |

### Fase Final
Los partidos se jugaron en España.
|  | Semifinales        | Semifinales        |       |                    | Final              | Final |  |
|  |                    |                    |       |                    |                    |       |  |
|  | 28 de mayo de 1996 |                    |       |                    |                    |       |  |
|  | Italia             | 1                  |       |                    |                    |       |  |
|  | Francia            | 0                  |       |                    |                    |       |  |
|  |                    |                    |       |                    |                    |       |  |
|  |                    |                    |       |                    | 31 de mayo de 1996 |       |  |
|  |                    |                    |       |                    | Italia             | 1 (4) |  |
|  |                    | España             | 1 (2) |                    |                    |       |  |
|  |                    |                    |       |                    |                    |       |  |
|  |                    |                    |       |                    |                    |       |  |
|  |                    |                    |       |                    | Tercer lugar       |       |  |
|  | 28 de mayo de 1996 | 28 de mayo de 1996 |       | 31 de mayo de 1996 | 31 de mayo de 1996 |       |  |
|  | España             | 2                  |       | Francia            | 1                  |       |  |
|  | Escocia            | 1                  |       |                    | Escocia            | 0     |  |

#### Semifinales
| 28-5-1996 | Italia    | 1–0     | Francia | Estadi Olímpic de Montjuïc, Barcelona                      |                                                            |
|           | Totti 49' | Reporte |         | Asistencia: 1,500 espectadores Árbitro(s): Peter Mikkelsen | Asistencia: 1,500 espectadores Árbitro(s): Peter Mikkelsen |

| 28-5-1996 | España                     | 2–1     | Escocia      | Estadi Olímpic de Montjuïc, Barcelona                     |                                                           |
|           | Óscar 26' · De la Peña 35' | Reporte | Marshall 28' | Asistencia: 15,500 espectadores Árbitro(s): Rune Pedersen | Asistencia: 15,500 espectadores Árbitro(s): Rune Pedersen |

#### Tercer Lugar
| 31-5-1996 | Francia    | 1–0     | Escocia | Estadi Olímpic de Montjuïc, Barcelona                   |                                                         |
|           | Moreau 50' | Reporte |         | Asistencia: 2,000 espectadores Árbitro(s): Karol Ihring | Asistencia: 2,000 espectadores Árbitro(s): Karol Ihring |

#### Final
| 31-5-1996 | Italia                                     | 1–1 (t. s.)(4–2 p.)        | España                                   | Estadi Olímpic de Montjuïc, Barcelona                    |                                                          |
|           | Totti 11'                                  | Reporte                    | Raúl 42'                                 | Asistencia: 34,600 espectadores Árbitro(s): Günter Benkö | Asistencia: 34,600 espectadores Árbitro(s): Günter Benkö |
|           |                                            | Tiros desde el punto penal |                                          |                                                          |                                                          |
|           | Panucci · Pistone · Fresi · Nesta · Morfeo |                            | De la Peña · De Pedro · Aranzábal · Raúl |                                                          |                                                          |

## Campeón
| Bandera de Italia |
| Campeón           |
| Italia            |
| 3.er título       |

## Estadísticas

### Goleadores
3 goles
- Raúl

2 goles
- Francesco Totti
- Florian Maurice
- Robert Pires

1 gol
- Vladimír Šmicer
- Robert Vágner
- Patrick Moreau
- Christian Nerlinger
- Gábor Egressy
- Károly Szanyó
- Gábor Zavadszky
- Christian Vieri
- Hugo Porfírio
- Dani
- Óscar
- Iván de la Peña
- Roberto Fresnedoso
- Christian Dailly
- Simon Donnelly
- Stephen Glass
- Jim Hamilton
- Scott Marshall

Autogoles
- Emílio Peixe (ante Italia)
- Iñigo Idiakez (ante Italia)

### Tabla Final
| Posición | Selección       | PJ | PG | PE | PP | GF | GC | Dif. | Pts | Nota                               |
| -------- | --------------- | -- | -- | -- | -- | -- | -- | ---- | --- | ---------------------------------- |
| 1        | Italia          | 4  | 2  | 1  | 1  | 4  | 2  | +2   | 7   | Clasificado a los Juegos Olímpicos |
| 2        | España          | 4  | 3  | 1  | 0  | 7  | 4  | +3   | 10  | Clasificado a los Juegos Olímpicos |
| 3        | Francia         | 4  | 2  | 1  | 1  | 5  | 2  | +3   | 7   | Clasificado a los Juegos Olímpicos |
| 4        | Escocia         | 4  | 1  | 0  | 3  | 5  | 6  | -1   | 3   | No pertenece al COI                |
| 5        | Hungría         | 2  | 1  | 0  | 1  | 3  | 4  | -1   | 3   | Clasificado a los Juegos Olímpicos |
| 6        | Portugal        | 2  | 1  | 0  | 1  | 1  | 2  | -1   | 3   | Clasificado a los Juegos Olímpicos |
| 7        | Alemania        | 2  | 0  | 1  | 1  | 1  | 4  | -3   | 1   | Eliminado                          |
| 8        | República Checa | 2  | 0  | 0  | 2  | 2  | 4  | -2   | 0   | Eliminado                          |

## Clasificados a los Juegos Olímpicos
- Italia
- España
- Francia
- Hungría
- Portugal